# تداخل الصوت وحيوده

تداخل الأمواج مع بعضها البعض

تداخل الصوت وحيوده التداخل هو تراكب موجتين أو أكثر لهما نفس التردد والسعة واتجاه الانتشار (تداخل موجات). والتداخل اما ان يكون تداخلا بناء أي تقوية للشدة نتيجة لتداخل قمتين، أو يكون تداخلا هداما نتيجة لتداخل قمة و قاع بمعني اضعاف الشدة أو انعدامها.

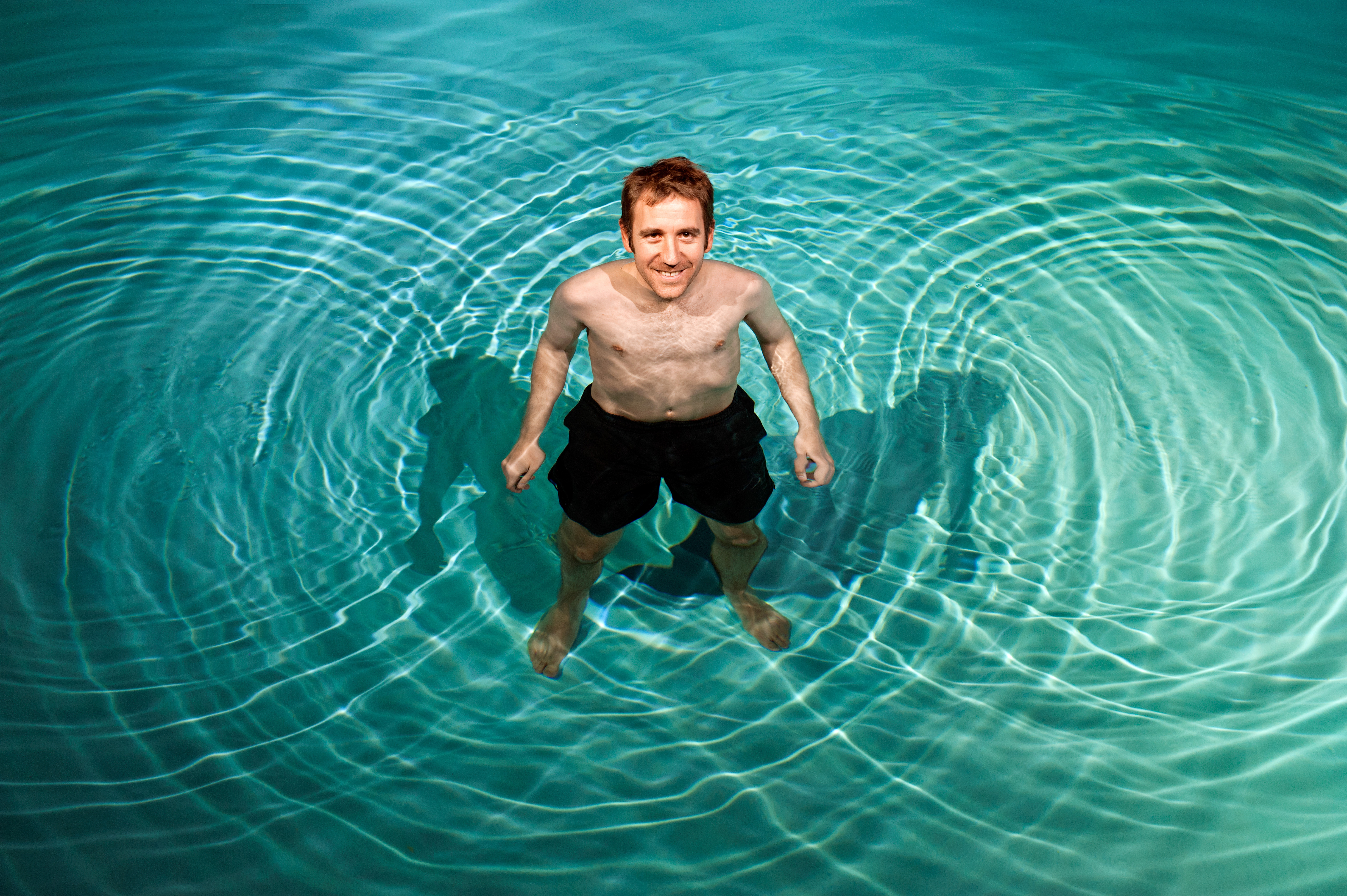
تداخل أمواج الماء.

## حيود الصوت
هو تغير في مسار الموجة أو انحنائها عند مرورها من فتحة ضيقة بالنسبة لطولها الموجي ، أي عندما تكون ابعاد الفتحة مقاربة للطول الموجي أو عند مرورها بحافة حادة في نفس الوسط ولم يثبت العلم بعد العلاقة بين الحيود والطول الموجى.

## اقرأ أيضًا
- تداخل موجات